# Fajã de Água
Fajã de Água (crioll capverdià Fajã di Água) és una vila a la costa nord-occidental de l'illa Brava a l'arxipèlag de Cap Verd. Es troba a 4 km a l'oest de la capital de l'illa, Nova Sintra. Les principals fonts d'ingressos són la pesca i l'agricultura (blat de moro, fesols, plàtans i papaies).

## Història
Als segles xviii i xix la caça de balenes era una important font d'ingressos per Brava. Molts vaixells baleners d'Amèrica van desembarcar a Fajã de Água. Era el port més important de Brava fins a 1843 quan va ser fundat l'actual port de Furna. El 1992 hi va ser inaugurat un petit aeroport amb una pista pavimentada. Connecta Brava amb les properes illes de Fogo i Santiago, però fou tancat a causa dels forts vents freqüents que fan impossible l'aterratge.

## Llocs d'interès
Hi ha una sendera a l'església de pelegrinatge de Nossa Senhora do Monte al mig de l'illa. Hi ha una piscina natural al sud de la vila al voltant d'un quilòmetre del poble. És possible nedar-hi si el vent no és massa fort i les onades no són massa altes. Més al sud es troba la platja de sorra fosca Porto do Portete que no és fàcilment accessible.
Enfront de la petita església a l'extrem nord del carrer principal hi ha un Monumento aos Emigrantes erigit en 1993. Recorda el vaixell de vela Matilde que va salpar de Fajã de Água cap a Amèrica el 21 d'agost de 1943. Es va perdre a l'Oceà Atlàntic i hi van morir 51 persones. Gairebé cada família de Fajã de Água hi va perdre un o més parents.

## Galeria

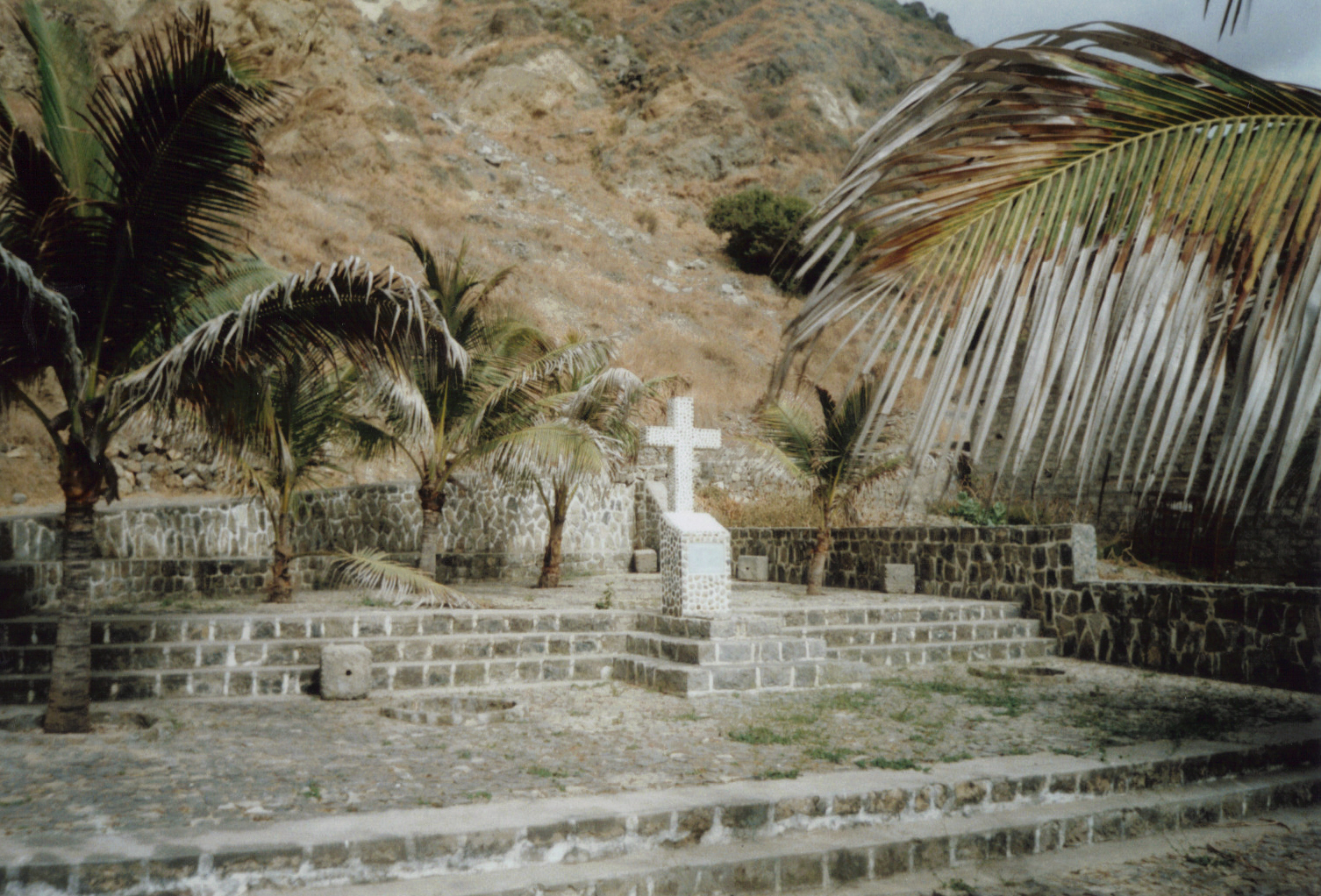
Monument al Matilde
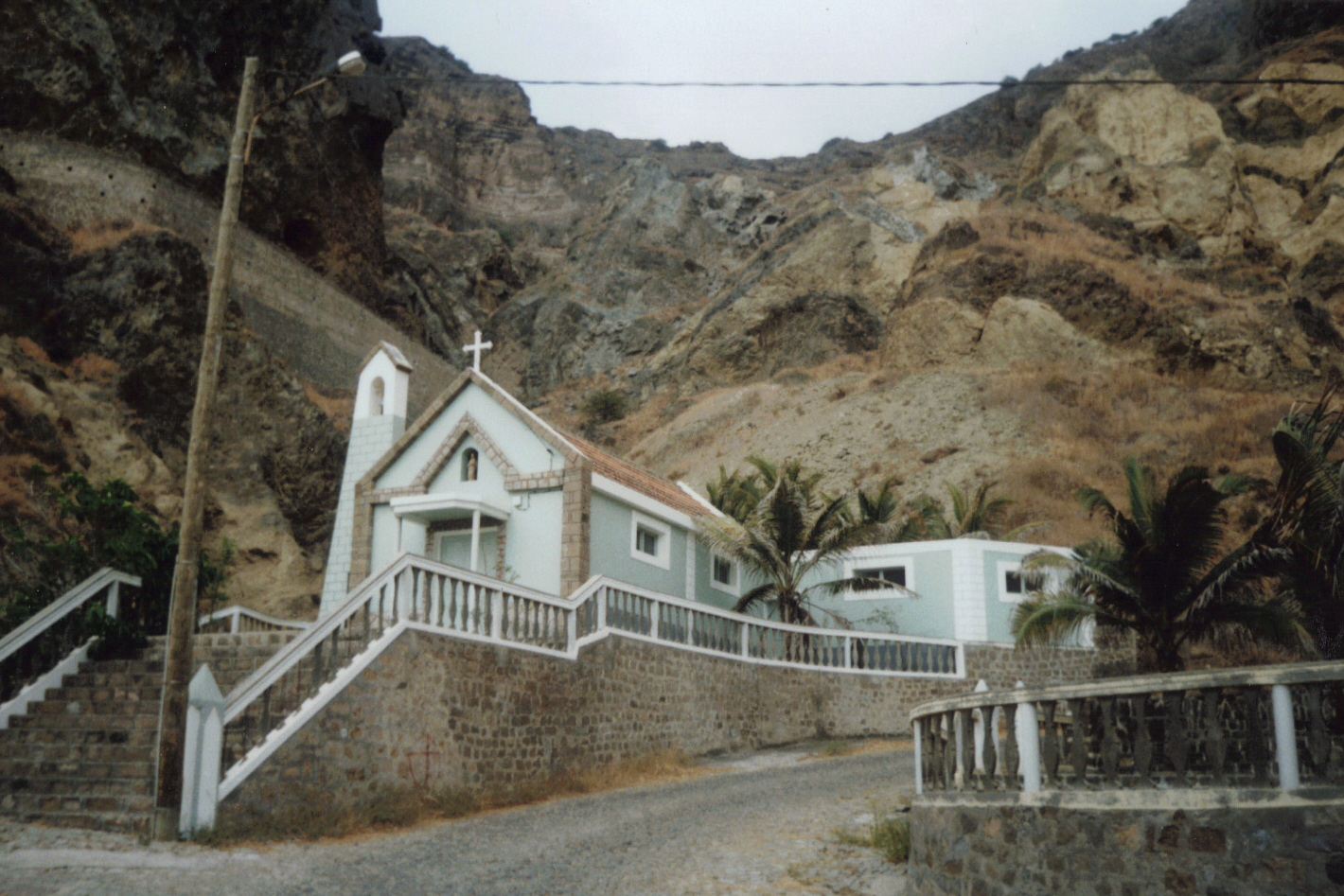
Església
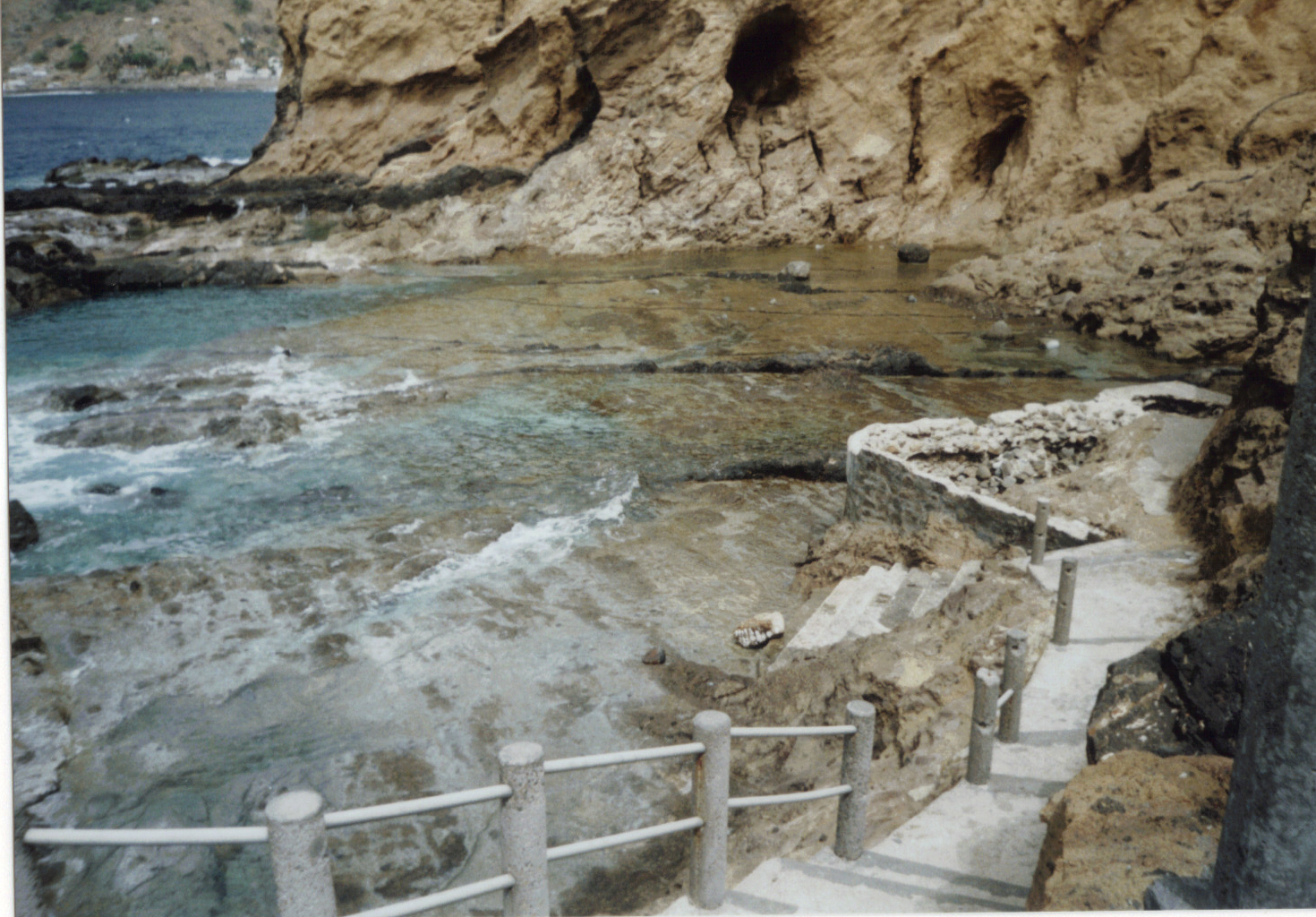
Piscina natural
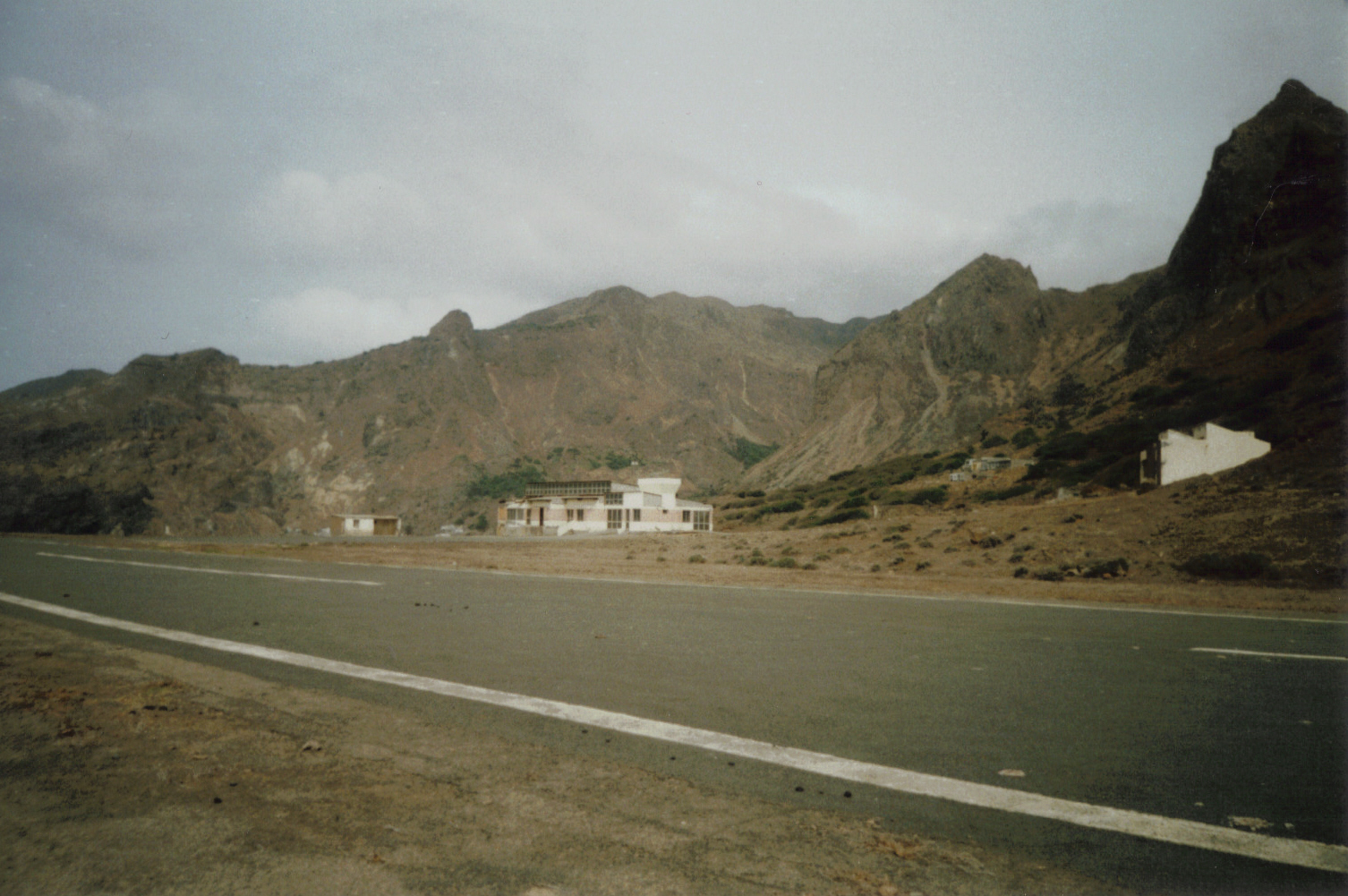
Antic aeroport